# Sebeis
Sebeis são um povo nilota, subgrupo dos calenjins, que habita no sopé norte do monte Elgom, na Uganda, e no território da extinta província do vale do Rifte, no Quênia. São muito distintos dos demais povos nilotas setentrionais que ocupam boa parte dos planaltos áridos que se estendem do Sudão e Etiópia até a Tanzânia. São nômades e sua economia é baseada na criação de gado, cabras, ovelhas e camelos. Consumem leite, sangue e mel selvagem.